# Ryan Russell (cyclisme)
Pour le joueur de hockey sur glace, voir Ryan Russell. Pour les homonymes, voir Russell.
Ryan Russell (né le 24 janvier 1979 à Bulawayo en Rhodésie) est un coureur cycliste néo-zélandais, principalement actif dans les années 2000.

## Biographie
En 2000 et 2001, Ryan Russell court en France au club Bressuire AC. Il participe aux Jeux du Commonwealth de 2002, où il se classe 14e de la course en ligne,.

## Palmarès
- 2000
  - Tour de Taïwan :
    - Classement général
    - 2e étape

  - 3e du Grand Prix d'Oradour-sur-Vayres
- 2001
  - 9e étape du Tour de Southland
  - 2e du Tour de Southland